# Liste der Grafen von Barcelona
Die Grafschaft Barcelona war die wichtigste einer Reihe von Grafschaften, die die fränkischen Könige auf der Iberischen Halbinsel begründeten und die die Spanische Mark bildeten.
Die Spanische Mark war die politisch-militärische Grenzregion des Frankenreiches auf der Iberischen Halbinsel. Kaiser Karl der Große hatte diese Grenzmark um Barcelona im heutigen Katalonien im Jahr 801 zur Verteidigung der Grenzen gegen die Araber im restlichen Spanien eingeführt.

## Durch die fränkischen Könige ernannte Grafen
Die ersten Grafen von Barcelona wurden als Vasallen durch die Frankenkönige (Karolinger) eingesetzt.
- 801–820 Berà: Nach gemeinsamer Belagerung und Eroberung von Barcelona gliederte Wilhelm von Aquitanien, ein Vertrauter Karls des Großen, das Gebiet in das Fränkische Reich ein und setzte seinen Sohn Berà als Grafen ein. 820 wurde Berà durch Kaiser Ludwig den Frommen abgesetzt und verbannt.
- 820–826 Rampó: Nach der gewaltsamen Absetzung von Berà hielt es Kaiser Ludwig der Fromme für klüger, die Grafschaft einem Franken zu übertragen. Rampó eroberte von den Mauren besetzte Gebiete bis zum Fluss Segre.
- 826–832 Bernhard von Septimanien, Erste Herrschaft: Wurde durch Kaiser Ludwig den Frommen zum Grafen von Barcelona ernannt. Er war der Anführer im Krieg gegen die Mauren und frankenfreundlich. Daher stand er den Interessen des örtlichen (d. h. westgotischen) Adels entgegen. Bernhard wurde der Untreue beschuldigt und verlor seine gesamten Besitzungen.
- 832–835 Berengar von Toulouse: Erhielt die Besitzungen des in Ungnade gefallenen Bernhard von Septimanien.
- 835–844 Bernhard von Septimanien, Zweite Herrschaft: Nach dem Tod Berengars von Toulouse und nachdem er sich mit dem Kaiser versöhnt hatte, erhielt Bernhard seine Titel zurück. Er herrschte despotisch und missachtete erneut die Wünsche der westgotischen Bevölkerung. Nach einer Rebellion gegen Karl den Kahlen wurde er gefangen genommen und hingerichtet.
- 844–848 Sunifred I.: Schlug die Truppen von Abd ar-Rahman II. auf dem Weg nach Septimanien zurück und erzwang einen Friedensvertrag.
- 848–850 Wilhelm von Septimanien, Sohn des Bernhard von Septimanien, besetzte die Grafschaften Barcelona und Empúries. Er wurde nach einem Aufstand gegen Karl den Kahlen von königstreuen Adligen gefangen genommen und später in Barcelona hingerichtet.
- 850–852 Aleran und Isembart wurden als „Co-Grafen“ eingesetzt. Bekämpften und besiegten den aufständischen und durch Abd ar-Rahman II. unterstützten Wilhelm von Septimanien.
- 852–858 Odalric gelang es nicht, die wieder aufgenommenen Plünderungszüge unter dem neuen Emir Muhammad I. zu verhindern. Auch zweifelte Karl der Kahle an seinen Fähigkeiten und seiner Loyalität. Er wurde abgesetzt.
- 858–864 Humfried
- 865–878 Bernhard II.

Anmerkung: Viele Grafen trugen den Titel eines Markgrafen von Gothien (eine andere gebräuchliche Bezeichnung für die Spanische Mark), da dieses Territorium eine politisch-militärische Grenzregion des Frankenreiches war. Wenn sie zahlreiche Grafschaften in Gothien oder Septimanien beherrschten, trugen sie den Titel Herzog. Der Titel wurde vom Kaiser vergeben, falls genügend Verdienste angesammelt worden waren. Oft besaß der Herzog von Septimanien auch Grafschaften in Gothien. In diesen Fällen war der Graf beziehungsweise Markgraf ebenfalls Herzog. Der Titel „Graf“ war an ein Territorium gebunden, „Markgraf“ an einige Grafschaften aber nicht an alle der Grenzmark, und der „Herzog“ war ein persönlicher Adelstitel.

## Erbliche Grafen
Ab Ende des 9. Jahrhunderts verloren die Könige die Macht, die neuen Grafen zu bestimmen. Als Folge wurden die Grafentitel vererbt, in der Regel vom Vater auf den Sohn. Trotzdem blieben die Grafen von Barcelona Vasallen des Königs der Franken oder von Frankreich.

### Haus Barcelona
| Bild                                                                                    | Name Katalanisch (Lebensdaten)                                                                       | Regierungszeit                     | Verwandtschaft                                                                                     | Anmerkungen |
| --------------------------------------------------------------------------------------- | --- | ---------------------------------- | -------------------------------------------------------------------------------------------------- | --- |
|                                                                                         | Wilfried I. der Haarige Guifré el Pilós († 11. August 897)                                           | 878–895                            | Sohn von Sunifred                                                                                  | |
|                                                                                         | Wilfried II. / Borrell I. Guifré Borrell († 26. April 911)                                           | 895–911                            | Sohn des Vorgängers                                                                                | |
|                                                                                         | Sunyer I. († 15. Oktober 950)                                                                        | 911–947                            | Bruder des Vorgängers                                                                              | |
|                                                                                         | Borrell II. (* um 920; † 992)                                                                        | 947–992                            | Sohn des Vorgängers                                                                                | Regierte zunächst mit seinem Bruder und nach dessen Tod allein. Er weigerte sich 988 den Vasalleneid gegenüber dem neuen westfränkischen König, Hugo Capet, zu erneuern und begründete damit die faktische Unabhängigkeit der Grafschaft Barcelona. |
| Miró I. (* 926; † 966)                                                                  | 947–966                                                                                              | Bruder seines Mitregenten          | Regierte mit seinem Bruder                                                                         | |
|                                                                                         | Raimund Borrell (Borrell III.) Ramon Borrell (* 972; † 1017)                                         | 992–1017                           | Sohn von Borrell II.                                                                               | |
|                                                                                         | Berengar Raimund I. der Bucklige Berenguer Ramon el Corbat (* 1005; † 26. Mai 1035)                  | 1017–1035                          | Sohn des Vorgängers                                                                                | |
|                                                                                         | Raimund Berengar I. der Alte Ramon Berenguer el Vell (* um 1023; † 1076)                             | 1035–1076                          | Sohn des Vorgängers                                                                                | |
|                                                                                         | Raimund Berengar II. der Flachskopf Ramon Berenguer al Cap d'Estopes (* 1043/54; † 5. Dezember 1082) | 1076–1082                          | Sohn des Vorgängers                                                                                | |
| Berengar Raimund II. der Brudermörder Berenguer Ramon el Fratricida (* 1053/54; † 1097) | 1076–1096                                                                                            | Zwillingsbruder seines Mitregenten | Regierte zunächst mit seinem Bruder, bis er diesen ermordete. Verlor Carcassonne an die Trencavel. | |
|                                                                                         | Raimund Berengar III. der Große Ramon Berenguer el Gran (* 1082; † 1131)                             | 1096–1131                          | Sohn von Raimund Berengar II.                                                                      | |
|                                                                                         | Raimund Berengar IV. der Heilige Ramon Berenguer el San (* um 1113; † 6. August 1162)                | 1131–1162                          | Sohn des Vorgängers                                                                                | Als Ehemann der Königin Petronella von Aragón war er „Fürst von Aragón“ (Príncípe de Aragón). Durch ihre Ehe wurde die katalanische Grafschaft Barcelona mit Aragón vereint. |
|                                                                                         | Alfons I. der Keusche Alfons el Cast (* 25. März 1157; † 25. April 1196)                             | 1163–1196                          | Sohn des Vorgängers                                                                                | König von Aragón (Alfons II.) |
|                                                                                         | Peter I. der Katholische Pere el Catòlic (* 1174; † 13. September 1213)                              | 1196–1213                          | Sohn des Vorgängers                                                                                | König von Aragón (Peter II.). Siegte im Verbund mit den anderen christlichen Königen Spaniens 1212 in der Schlacht bei Las Navas de Tolosa über die Almohaden. Fiel 1213 in der Schlacht bei Muret gegen die Kreuzfahrer des Albigenserkreuzzuges. |
|                                                                                         | Jakob I. der Eroberer Jaume el Conqueridor (* 2. Februar 1208; † 27. Juli 1276)                      | 1213–1276                          | Sohn des Vorgängers                                                                                | König von Aragón. Eroberte bis 1235 die Balearen von den Muslimen und krönte sich zum König von Mallorca. 1238 folgte die Eroberung von Valencia, womit die aragonesische Reconquista abgeschlossen wurde. Legte mit Ludwig IX. (Saint Louis) im Vertrag von Corbeil (1258) die Grenze zwischen Aragón und Frankreich fest und erlangte auch de jure die volle Souveränität Kataloniens (Grafschaft Barcelona) von Frankreich. Begründete die Vormachtstellung Aragóns im westlichen Mittelmeer. |
|                                                                                         | Peter II. der Große Pere el Gran (* 1240; † 11. November 1285)                                       | 1276–1285                          | Sohn des Vorgängers                                                                                | König von Aragón (Peter III.). Eroberte 1282 Sizilien und krönte sich zu dessen König (Sizilianische Vesper). Verteidigte sein Königreich gegen den ihm gerichteten aragónesischen Kreuzzug. |
|                                                                                         | Alfons II. der Prächtige Alfons el Franc (* 1265; † 18. Juni 1291)                                   | 1285–1291                          | Sohn des Vorgängers                                                                                | König von Aragón (Alfons III.) |
|                                                                                         | Jakob II. der Gerechte Jaume el Just (* 10. August 1267; † 2. November 1327)                         | 1291–1327                          | Bruder des Vorgängers                                                                              | Seit 1285 König von Sizilien (Jakob I.). Eroberte 1323 Sardinien für die Krone Aragón. |
|                                                                                         | Alfons III. der Gütige Alfons el Benigne (* 1299; † 24. Januar 1336)                                 | 1327–1336                          | Sohn des Vorgängers                                                                                | König von Aragon (Alfons IV.) |
|                                                                                         | Peter III. der Zeremoniöse Pere el Ceremoniós (* 5. September 1319; † 6. Januar 1387)                | 1336–1387                          | Sohn des Vorgängers                                                                                | König von Aragón (Peter IV.). Entmachtete 1343 seinen Cousin, König Jakob III. von Mallorca, und vereinte somit dauerhaft die Balearen mit Aragón. |
|                                                                                         | Johann I. der Jäger Joan el Caçador (* 27. Dezember 1350; † 19. Mai 1396)                            | 1387–1396                          | Sohn des Vorgängers                                                                                | |
|                                                                                         | Martin I. der Humane Martí l'Humà (* 29. Juli 1356; † 31. Mai 1410)                                  | 1396–1410                          | Bruder des Vorgängers                                                                              | Folgte 1409 seinem Sohn als König von Sizilien (Martin II.) und vereinte diese Krone somit dauerhaft mit Aragón. Mit ihm starb das Haus Barcelona im Mannesstamm aus, was eine zweijährige Vakanz des Thrones zur Folge hatte. |

### Haus Trastámara
| Bild | Name Katalanisch (Lebensdaten)                                                       | Regierungszeit | Verwandtschaft                        | Anmerkungen |
| ---- | ------------------------------------------------------------------------------------ | -------------- | ------------------------------------- | --- |
|      | Ferdinand I. der Gerechte Ferran el Just (* 27. November 1380; † 2. April 1416)      | 1412–1416      | Enkel mütterlicherseits von Peter IV. | Zweiter Sohn König Johanns I. von Kastilien. Wurde im Kompromiss von Caspe (1412) als König Aragóns anerkannt. |
|      | Alfons IV. der Großmütige Alfons el Magnànim (* 1396; † 27. Juni 1458)               | 1416–1458      | Sohn des Vorgängers                   | König von Aragón (Alfons V.) |
|      | Johann II. der Treulose Joan el Sense Fe (* 29. Juni 1397/98; † 19. Januar 1479)     | 1458–1479      | Bruder des Vorgängers                 | Während des katalanischen Bürgerkriegs (1462–1472) wurden von den aufständischen Katalanen nacheinander dem König Heinrich IV. von Kastilien (1462–1463), Peter von Aragón (1463–1466) und René von Anjou (1466–1472) die Grafschaft Barcelona wie auch die Krone von Aragón angetragen. Letztlich konnte der Aufstand von König Johann II. niedergeschlagen werden.                                                                 |
|      | Ferdinand II. der Katholische Ferran el Catòlic (* 10. März 1452; † 23. Januar 1516) | 1479–1516      | Sohn des Vorgängers                   | Als Ehemann der Königin Isabella I. war er deren Mitkönig (Ferdinand V.) in Kastilien. Diese Ehe leitete die Vereinigung Kastiliens und Aragóns zum Königreich Spanien ein, dem er weiterhin die Kronen von Sardinien, Sizilien und seit 1504 auch Neapel zuführte. Annektierte außerdem 1512 den größten Teil des Königreichs Navarra. Führte ab 1506 bis zu seinem Tod die Vormundschaftsregierung in Kastilien für seine Tochter. |
|      | Johanna I. die Wahnsinnige Joana la Boja (* 6. November 1479; † 12. April 1555)      | 1516–1555      | Tochter des Vorgängers                | Als Tochter der Isabella I. bereits seit 1504 Königin von Kastilien und als Tochter Ferdinands II. ab 1516 Königin von Aragón. Regierte nie, sondern stand bis zum Tod ihres Vaters unter dessen Vormundschaft. Bei dessen Tod wurde ihr Sohn Karl sogleich zum König von Kastilien und Aragón gekrönt, der die Regierung übernahm.                                                                                                  |

| Johannas Sohn, Karl, wurde 1516 zum König von Kastilien, León, Galicien, Granada, Aragón, Valencia, Mallorca, Navarra, Sardinien, Sizilien und Neapel gekrönt. Für die Könige des so begründeten Königreichs Spanien siehe: Liste der Staatsoberhäupter von Spanien |

## Weitere Entwicklung
Die Institutionen der mit der Krone Aragóns assoziierten Länder blieben auch im vereinten Spanien weiter bestehen und wurden erst nach dem Ende des spanischen Erbfolgekrieges durch die von König Philipp V. erlassenen Decretos de Nueva Planta aufgelöst und mit den kastilischen Institutionen zu einem zentralistischen spanischen Staat vereint. Demnach wurde die Autonomie der Grafschaft Barcelona (Kataloniens) 1716 beendet.

## Weitere Verwendung des Titels
Während der Diktatur des Francisco Franco (1939–1975) erhob der spanische Infant Juan de Borbón y Battenberg als Sohn König Alfons’ XIII. einen Anspruch auf den spanischen Thron. Dieser war 1947 wieder errichtet, aber vom Diktator nicht besetzt worden. Um seinen Anspruch zu unterstreichen, führte Juan de Borbón den Titel eines Conde de Barcelona, der seit dem 16. Jahrhundert traditionell mit der spanischen Krone assoziiert war.
Obwohl Franco 1969 dessen Sohn Juan Carlos I. offiziell als seinen politischen Erben benannte und dieser nach dem Tod Francos 1975 auch als König eingesetzt wurde, verzichtete Juan de Borbón erst 1977 formell auf seinen dynastischen Thronanspruch. Der König beließ ihm aber wunschgemäß den Titel des Grafen von Barcelona.
Nach dem Tod von Juan de Borbón ging der Titel 1993 wieder an den König von Spanien.